# Inga Lindström: Die Frau am Leuchtturm
Die Frau am Leuchtturm ist ein deutscher Fernsehfilm von Andi Niessner aus dem Jahr 2006. Er ist Bestandteil des ZDF-Herzkino-Sonntagsfilms und der 14. Film der Inga-Lindström-Reihe nach der gleichnamigen Erzählung von Christiane Sadlo. Die Hauptrollen sind mit Liane Forestieri, Thure Riefenstein, Bernd Herzsprung und Marisa Leonie Bach besetzt.

## Handlung
Victoria Savander arbeitet für den Schriftsteller Nils Schalin, gleichzeitig hat sie auch ein Verhältnis mit ihm, von dem Nils Tochter Ebba – der besten Freundin von Victoria – aber nichts weiß. Spontan beschließt Nils mit Victoria nach Südfrankreich zu verreisen, er sagt aber kurzfristig wieder ab, weil seine Frau andere Pläne hat. Als Victoria am Flughafen ein Taxi besteigen will, begegnet sie einem attraktiven Mann, der gleichzeitig dasselbe Taxi nehmen wollte. Vor ihrer Haustüre sucht sie nach ihrem Schlüssel, als der gleiche Mann plötzlich hinter ihr steht. Er stellt sich als Anwalt Kristoffer Lund vor und bittet Victoria, mit ihm sofort nach Eggesund zu fliegen. Scheinbar hat sie ein gewisser Hannes Linnarson als Erbin eingesetzt, ihr ist dieser Mann aber gänzlich unbekannt. Kristoffer lässt sie darüber im Unklaren, was sie geerbt hat. Als am Ziel angekommen sind, erfährt Victoria, dass sie einen Leuchtturm geerbt hat. Sie kann nicht glauben, was gerade passiert und sucht den Haken an der Sache.
Kristoffer trifft sich mit Henner Linnarson, dem Neffen des Erblassers, der nach wie vor nicht glauben kann, weshalb sein Onkel den Leuchtturm an Victoria vererbt hat. Er ist der Meinung, dass er ihm und seiner Schwester Lena gehören sollte. Henner geht zu Victoria und behauptet, dass ihr das Erbe nicht zusteht. Er droht ihr, dass er Einsprache gegen das Testament einreichen wird. Kristoffer bringt Victoria etwas zu essen zum Leuchtturm. Sie will eigentlich wieder weg, aber ein wenig Überredungskunst und ein Anruf von Nils lassen Victoria die Meinung ändern. Nun will sie allein auf dem Leuchtturm übernachten. Am nächsten Tag besucht sie zusammen mit Kristoffer das Grab von Hannes Linnarson, weil sie sich erhofft, Antworten auf ihre Fragen zu finden. Dabei lernt sie Lena, die Nichte von Hannes kennen. Sie hat eine Buchhandlung in Eggesund und verkauft die Bücher von Nils Schalin. Als sie danach im Haus von Kristoffer eine fremde Frau sieht, will sie sofort nach Stockholm zurückkehren. Doch dann taucht plötzlich Ebba in Eggesund auf und überredet Victoria zu bleiben.
Henner taucht mit dem Hotelbesitzer Karl Gunnarson beim Leuchtturm auf und redet davon, ihm den Leuchtturm verkaufen zu wollen. Ebba holt Hilfe von Kristoffer, der Henner und Karl klarmacht, dass der Leuchtturm Victoria zusteht. Da ein Sturm über Nacht eine Scheibe zerstört hat, muss Victoria noch einen Tag bleiben. Kristoffer lädt sie deshalb auf einen Ausflug ein. Als Ebba zurück in Stockholm ist und ihrem Vater eröffnet, dass Victoria noch nicht zurückkommt, wird er sehr wütend. Victoria und Kristoffer kommen sich am Abend näher und küssen sich, dennoch beginnt sie zu zweifeln, ob es richtig ist was sie macht. Trotzdem lädt sie ihn danach auf den Leuchtturm ein und sie schlafen miteinander. Am nächsten Morgen bringt Erik Olsson das reparierte Fenster vorbei, Victoria versucht ihn über Hannes auszufragen, er weiß aber auch nicht mehr. Nils taucht überraschend bei Kristoffer auf und will wissen, wo Victoria ist. Sie ist überrascht, als Nils dann plötzlich vor ihr steht. Er redet so lange auf sie ein, bis sie nachgibt und mit ihm nach Stockholm zurückkehren will.
Als sie Kristoffer sagt, dass sie das Erbe nun doch ausschlägt, ist er verwirrt. Nun versucht er, sie davon zu überzeugen zu bleiben. Er findet heraus, dass sie ein Verhältnis mit Nils hat. Obwohl ihr die Nacht mit ihm viel bedeutet hat, verlässt sie ihn. Während Victoria im Leuchtturm ihre Sachen packt, stöbert Nils in den Büchern, dabei findet er ein Foto von einem Mann mit einer jungen Frau. Er nimmt es an sich. Kristoffer informiert Henner und Lena über den Entscheid von Victoria. Wieder in Stockholm nutzt Nils die Gutmütigkeit von Victoria aus und alles läuft wieder in den gewohnten Bahnen. Ebba versucht Victoria davon zu überzeugen, dass sie ihr kostbares Leben an Nils verschwendet und schlussendlich unglücklich zurückbleiben wird. Victoria findet zufällig das Foto, das Nils mitgenommen hat, sie erkennt darauf ihre Mutter. Sie kehrt nach Eggesund zurück und erhält die Bestätigung, dass der Mann auf dem Foto Hannes ist. Victoria erfährt von Erik Sachen über ihre Mutter, die sie bisher nicht wusste. Auch, dass sie Hannes unverhofft für ihren Vater verlassen hat. Sie geht zu ihrer Mutter, weil sie nun wissen will, was war. Sie zeigt ihr das Foto, doch sie will nichts mehr davon wissen. Als Victoria nochmals zum Turm zurückkehren will, trifft sie Henner. Er sagt ihr, dass er den Leuchtturm nicht mehr will, weil er seine Probleme nicht lösen kann. Sie erzählt ihm, dass es eine Verbindung zwischen ihr und Hannes geben muss, weil er ihre Mutter kannte. Als Nils sie anruft, kündigt sie bei ihm und macht ihm klar, dass sie ihn eine Zeitlang nicht mehr sehen will.
Henner geht zu Kristoffer und bittet ihn um Unterstützung, weil er von Karl Gunnarson erpresst wird. Da erhält er einen Anruf von Mona, die derzeit bei ihm Unterschlupf gefunden hat. Er hat ihr Asyl gewährt, weil ihr Mann Markus gewalttätig geworden ist. Er kann schlichten und Markus wegschicken. Als Kristoffer danach fischen geht, sieht er, dass Victoria wieder auf dem Leuchtturm ist. Sie erfährt von ihm, dass Mona weder seine Freundin noch seine Frau ist. Da ruft Ebba sie an, weil Nils versucht hat, sich das Leben zu nehmen. Kristoffer fliegt sie sofort nach Stockholm. Dort muss sie feststellen, dass es ein letzter verzweifelter Versuch von Nils war, sie zurückzugewinnen. Aber er sieht ein, dass er sie verloren hat. Victoria kehrt zu Kristoffer nach Eggesund zurück und beginnt selbst, erfolgreich Bücher zu schreiben.

## Hintergrund
Die Frau am Leuchtturm wurde vom 1. bis zum 30. Juni 2006 an Schauplätzen in Schweden gedreht, u. a. in der Umgebung von Norrköping, wo sich auf einer Insel etwa 2,5 km östlich vom Småort Arkösund der Leuchtturm Viskär befindet.
Produziert wurde der Film von der Bavaria Fiction GmbH.

## Rezeption

### Einschaltquote
Die Erstausstrahlung am 10. September 2006 im ZDF wurde von 6,47 Millionen Zuschauern gesehen, was einem Marktanteil von 19,6 % entspricht.

### Kritiken
Die Kritiker der Fernsehzeitschrift TV Spielfilm zeigten mit dem Daumen geradeaus und fassten den Film mit den Worten „Schicksalskitsch vor schöner Kulisse“ kurz zusammen.